# Collingham Island
Collingham Island is een onbewoond eiland dat deel uitmaakt van de Canadese provincie Newfoundland en Labrador. Het heeft een oppervlakte van 1,5 km² en bevindt zich aan de oostkust van Labrador.

## Geografie

### Ligging
Collingham Island heeft een lengte van 1,75 km langs zijn noord-zuidas en een maximale breedte van 1,25 km. Het ligt in de Atlantische Oceaan op 5,7 km ten noorden van het dichtstbij gelegen stuk vasteland van Labrador. Het eiland ligt voorts 2 km ten noorden van Devils Lookout Island en 4,3 km ten oosten van Entry Island, het eiland dat de toegang tot Table Bay aangeeft. De Bird Islands liggen zo'n 5 km verder noordwaarts.
De in vogelvlucht dichtstbij gelegen bewoonde plaatsen zijn het 47 km westelijker gelegen Cartwright en het 43 km zuidoostelijker gelegen Black Tickle-Domino.

### Geologie
De bodem van Collingham Island bestaat volledig uit massieve tot sterk gelaagde gabbro en noriet. Het gesteente is normaal gelaagd met een subofitische textuur, die op sommige plaatsen coronitisch is. Hetzelfde gesteente ligt aan het oppervlak van nabijgelegen eilanden zoals Entry Island, Halfway Island, de Bird Islands en het noordelijke deel van Devils Lookout Island.
Het bodemgesteente maakt deel uit van een bredere formatie van laat-Labradorse anorthositische en mafische intrusies met een ouderdom van 1600–1660 Ma (1,60 à 1,66 miljard jaar).

## Vogels
Het eiland is tezamen met verscheidene andere eilanden in en rond Table Bay erkend als een Important Bird Area. Dit heeft vooral te maken met de jaarlijkse aanwezigheid van broedende eiders. De baai bevindt zich in het overgangsgebied tussen twee ondersoorten van de eider, met name S. m. borealis en S.m. dresseri. De nestpopulatie bedraagt meer dan 1% van het wereldwijde aantal van beide eiderondersoorten. Daarnaast is het gebied rond Table Bay ook belangrijk vanwege de jaarlijkse aanwezigheid van vele ruiende brilzee-eenden.